# When Dream and Day Unite
When Dream and Day Unite je první studiové album americké progresivní metalové skupiny Dream Theater. Bylo nahráno v červenci a srpnu 1988 ve studiu Kajem/Victory Studios v Gladwyne v Pensylvánii. Jeho producentem byl Terry Date a vyšlo v březnu 1989 u vydavatelství Mechanic Records. Jde o jediné album skupiny, na kterém zpíval Charlie Dominici; později tento post zastával James LaBrie.
Ačkoli toto album nemá titulní skladbu, v poslední písní „Only a Matter of Time“ se objevuje citace „When Dream and Day Unite“.
S relativně pozitivním přijetí svých původních demonahrávek skupina očekávala, že její debutové album bude přijato s velkou slávou a ohlasem, ale album prošlo do značné míry bez povšimnutí hudební scény, a nakonec společnost Mechanic / MCA snížila své smluvní vztahy s kapelou, což mělo za následek malé klubové turné k albu pouze v oblasti New Yorku. Vydány byly také dva singly, „Status Seeker“" a „Afterlife“, jejíž remixy a jednotlivé úpravy pro rozhlas provedl Terry Brown, producent kapely Rush. Vzhledem k napětí uvnitř skupiny a tvůrčím rozdílům byl ze skupiny vyhozen Charlie Dominici a kapely byla až do konce roku 1990 bez zpěváka.
Jde o jediné album skupiny Dream Theater, které se nedostalo do žebříčku Billboard 200.

## Seznam skladeb
| Pořadí | Název                                                                                           | Text               | Délka |
| ------ | ----------------------------------------------------------------------------------------------- | ------------------ | ----- |
| 1.     | A Fortune in Lies                                                                               | Petrucci           | 5:13  |
| 2.     | Status Seeker                                                                                   | Dominici, Petrucci | 4:18  |
| 3.     | The Ytse Jam                                                                                    | instrumentální     | 5:46  |
| 4.     | The Killing Hand I. The Observance II. Ancient Renewal III. The Stray Seed IV. Thorns V. Exodus | Petrucci           | 8:42  |
| 5.     | Light Fuse and Get Away                                                                         | Moore              | 7:24  |
| 6.     | Afterlife                                                                                       | Dominici           | 5:27  |
| 7.     | The Ones Who Help to Set the Sun                                                                | Petrucci           | 8:05  |
| 8.     | Only a Matter of Time                                                                           | Moore              | 6:36  |

## Obsazení
- Charlie Dominici – zpěv
- John Petrucci – kytara
- John Myung – baskytara
- Kevin Moore – klávesy
- Mike Portnoy – bicí